# 大路槽乡
大路槽乡，是中华人民共和国贵州省遵义市绥阳县下辖的一个乡镇级行政单位。
2016年1月29日，贵州省人民政府批复同意绥阳县部分乡镇行政区划调整，将大路槽乡石羊村划归旺草镇管辖。

## 行政区划
大路槽乡下辖以下地区：
大路槽村、文山村、文星村、长杨村和金坪村。